# 南夕站
南夕站（韓語：남석역）是朝鮮民主主義人民共和國咸镜北道吉州郡的一個鐵路車站，属于白头山青年线。

## 邻近车站
白头山青年线
吉州青年站 - 南夕站 - 城后站